# Saikou de Saikou no Smap
『Saikou de Saikou no Smap』(サイコウ デ サイコウ ノ スマップ) は2014年12月10日から2015年1月6日までの期間限定でSMAP SHOPのみでショップテーマCDとして発売された、SMAPの曲である。

## 解説
今回プロデュースしたのは、SMAPの楽曲「ビートフルデイ」を手掛けた、☆Taku Takahashi。
今回は「2014年をSaikouのまま締めくくり、2015年もSaikouな1年にしよう」というテーマのため、「Saikouの2014クリスマス」と「Saikouの2015お正月」をイメージさせる、3分9秒のナンバーを作り上げた。
なお、本作品は2014年〜2015年のコンサートツアー「Mr.S "saikou de saikou no CONCERT TOUR"」で12月24日、12月25日の大阪公演、1月10日〜1月12日の名古屋公演のみ披露された。
値段は390円のサンキュー価格として販売された。
CDの発売日（SMAP SHOPの営業開始日）と同日には『Mr.S "saikou de saikou no CONCERT TOUR"（DVD&Blu-ray）』の通常仕様とSMAP SHOP限定仕様が発売された。